# Топанера (Пескара)
Топанера (итал. Topanera) је насеље у Италији у округу Пескара, региону Абруцо.
Према процени из 2011. у насељу је живело 33 становника. Насеље се налази на надморској висини од 487 м.